# Rozhledna Sylván
Sylván je rozhledna na Sylvánském vrchu na severním okraji Plzně.

## Popis
Stavba ocelové věže společnosti telekomunikačního operátora T-Mobile Czech Republic byla zahájena v roce 2000, ale vyhlídková plošina ve výšce 23 metrů je přístupná až od roku 2003. Věž má mohutný železobetonový základ a ocelovou pětidílnou konstrukci, která váží 44 tun. V letech 2003–2005 rozhlednu udržoval soukromý provozovatel. Od roku 2006 svěřil Městský obvod Plzeň 1 její provozování Gymnáziu Františka Křižíka.

## Výhled
Na severovýchodě je blízké sídliště Košutka. Východním směrem je vidět Doubravka a za dobré viditelnosti i Brdy. Na jihovýchodě je vidět centrum Plzně a za ním je dominantou zřícenina Radyně pod níž se nalézá Starý Plzenec. Na jih jsou vidět Litice a za nimi při dobré viditelnosti kopce Švihovské vrchoviny a Šumavy. Pohled na jihozápad směřuje na Skvrňany, Novou Hospodu a Křimice. Při dobré viditelnosti jsou vidět vrcholy Českého lesa na jihozápadě a Slavkovského lesa na západě.